# Compañía de los Caminos de Hierro de Granada (Baza-Guadix)
Die Compañía de los Caminos de Hierro de Granada (Baza-Guadix), abgekürzt CHG, in Deutsch in etwa Gesellschaft der Eisenbahnen in Granada (Baza–Guadix), war eine Eisenbahngesellschaft in Spanien, die 1917 gegründet wurde und 1941 in die Staatsbahn Renfe integriert wurde.

## Geschichte
Diese Gesellschaft übernahm 1917 den Abschnitt Baza–Guadix von der Granada Railway Company und verbrachte die nächsten achtzehn Jahre damit, die Strecke zu verpachten. Zwischen 1907 und 1916 wurde sie von der Compañía de los Caminos de Hierro del Sur de España betrieben. Mit der Verpachtung des Compañía del Sur an die Compañía de los Ferrocarriles Andaluces (CFA) ab 1917 wurde auch die Strecke der Baza–Guadix an die CFA verpachtet. Ab 1925 betrieb die Familie Escoriaza, welche die Hauptaktionärin der Gesellschaft war, die Strecke selbst. Im Jahr 1941 wurde die Bahn Teil der staatlichen Renfe.